# 福岡高等検察庁宮崎支部
福岡高等検察庁宮崎支部（ふくおかこうとうけんさつちょうみやざきしぶ）は、宮崎県宮崎市にある福岡高等検察庁の支部。略称は、福岡高検宮崎支部（ふくおかこうけんみやざきしぶ）。

## 概説
福岡高等検察庁宮崎支部は、宮崎県宮崎市にある日本の福岡高等検察庁の支部である。宮崎県、鹿児島県、大分県の佐伯市を管轄している。なお、福岡県、佐賀県、熊本県、長崎県、大分県（佐伯市を除く）については福岡高等検察庁本庁が、沖縄県については福岡高等検察庁那覇支部が管轄している。

## 所在地
宮崎市別府町1-1 宮崎法務総合庁舎
JR日豊線宮崎駅から南西（県庁方面）へ徒歩15分。

## 管轄区域
宮崎県、鹿児島県、大分県佐伯市。